# Teillé, Loire-Atlantique
Teillé (bretonska: Tilhieg) är en kommun i departementet Loire-Atlantique i regionen Pays de la Loire i nordvästra Frankrike. Kommunen ligger i kantonen Riaillé som tillhör arrondissementet Ancenis. År 2022 hade Teillé 1 820 invånare.

## Befolkningsutveckling
Antalet invånare i kommunen Teillé
| Referens: INSEE |